# 17e étape du Tour d'Espagne 2010
La 17e étape du Tour d'Espagne 2010 s'est déroulée le mercredi 15 septembre 2010 autour de Peñafiel, sur 46 km en contre-la-montre. Elle a été remportée par le coureur slovaque Peter Velits, de l'équipe HTC-Columbia.

## Classement de l'étape
|     | Coureur           | Pays        | Équipe             |    | Temps       |
| --- | ----------------- | ----------- | ------------------ | -- | ----------- |
| 1   | Peter Velits      | Slovaquie   | HTC-Columbia       | en | 52 min 43 s |
| 2   | Denis Menchov     | Russie      | Rabobank           | +  | 12 s        |
| 3   | Fabian Cancellara | Suisse      | Saxo Bank          |    | 37 s        |
| 4   | Gustav Larsson    | Suède       | Saxo Bank          |    | 50 s        |
| 5   | Luis León Sánchez | Espagne     | Caisse d'Épargne   |    | 1 min 03 s  |
| 6   | Leif Hoste        | Belgique    | Omega Pharma-Lotto |    | 1 min 07 s  |
| 7   | David Zabriskie   | États-Unis  | Garmin-Transitions |    | 1 min 10 s  |
| DSQ | Carlos Barredo    | Espagne     | Quick Step         |    | 1 min 14 s  |
| 9   | Philippe Gilbert  | Belgique    | Omega Pharma-Lotto |    | 1 min 24 s  |
| 10  | David Millar      | Royaume-Uni | Garmin-Transitions |    | 1 min 27 s  |

## Classement général
|    | Coureur           | Pays       | Équipe             |    | Temps            |
| -- | ----------------- | ---------- | ------------------ | -- | ---------------- |
| 1  | Vincenzo Nibali   | Italie     | Liquigas-Doimo     | en | 71 h 19 min 50 s |
| 2  | Ezequiel Mosquera | Espagne    | Xacobeo Galicia    | +  | 38 s             |
| 3  | Peter Velits      | Slovaquie  | HTC-Columbia       |    | 1 min 59 s       |
| 4  | Fränk Schleck     | Luxembourg | Saxo Bank          |    | 3 min 43 s       |
| 5  | Joaquim Rodríguez | Espagne    | Katusha            |    | 3 min 44 s       |
| 6  | Xavier Tondo      | Espagne    | Cervélo TestTeam   |    | 3 min 44 s       |
| 7  | Thomas Danielson  | États-Unis | Garmin-Transitions |    | 3 min 54 s       |
| 8  | Nicolas Roche     | Irlande    | AG2R La Mondiale   |    | 4 min 02 s       |
| 9  | Carlos Sastre     | Espagne    | Cervélo TestTeam   |    | 4 min 12 s       |
| 10 | Luis León Sánchez | Espagne    | Caisse d'Épargne   |    | 5 min 42 s       |

## Abandons
- Thor Hushovd (Cervélo TestTeam) : non-partant
- Theo Bos (Cervélo TestTeam)